# Pleschinger See
Der Pleschinger See ist ein im Nordwesten der oberösterreichischen Stadtgemeinde Steyregg gelegenes Naherholungsgebiet.
Es umfasst den Badesee, den Grüngürtel mit diversen Parkplätzen, Restaurants und Imbissbuden, sowie Spielplätze, einen Campingplatz und seit 2004 eine Kleingartenanlage. Für Freunde der Freikörperkultur gibt es seit 29. Mai 1982 am See ein FKK-Gelände. Durch seine Lage unmittelbar neben der Stadtgrenze zu Linz wird er gerne von der Linzer Bevölkerung genutzt; er wird manchmal fälschlicherweise zum Stadtgebiet von Linz gerechnet.

## Naherholungsgebiet Pleschinger See
Der bis zu acht Meter tiefe „Plesch“ besitzt eine Wasserfläche von 13 Hektar. Rund um die frühere Schottergrube führt ein zwei Kilometer langer Geh- und Radweg. Im Sommer tummeln sich täglich bis zu 30.000 Badegäste aus Linz und dem nördlichen Linzer Umland im Naherholungsgebiet. Im Frühjahr und Herbst ist der See bei Tauchern und Anglern beliebt. Im Winter ist er ein Treffpunkt für Eisläufer und Eisstock-Schützen.
Per Rad gelangt man ab Nibelungen- und VÖEST-Brücke, aber auch via Radrouten entlang zweier östlicherer Bäche praktisch autofrei auf oder entlang dem Hochwasserdamm zum See. Ungünstigerweise weist die Steyregger Brücke, obwohl einer ihrer Pfeiler sich am Hochwasserdamm abstützt, keinen direkten, sondern nur einen ca. 400 Meter weiter südlich gelegenen Anschluss für Rad- und Fußverkehr auf.
Mit der Errichtung und laufenden Vermehrung von Autoabstellplätzen um 1990 nahm der Autoverkehrsanteil der Anreisenden zu und ähnelt damit dem des älteren, konkurrierenden Pichlinger Sees südöstlich von Linz.
Seit 2005 gelangt man mit der städtischen Buslinie 33 zum See. Die Haltestelle liegt an der Ostseite des Sees an der Grenze zwischen Textil- und FKK-Gebiet.

## Geschichte
Schon als 1976 noch ein Schotterbagger mit Greifer am Seil am Seeufer stand, der See noch durch einen schmalen Steg zweigeteilt war und die frischen Böschungen noch kaum Bewuchs aufwiesen, wurde der See zum Schwimmen genutzt. Radfahrer und Läufer, die den Hochwasserdamm sowohl zum Sport als auch für Ausflüge nützten, hatten dabei gute Sicht auf den See, der Autofahrern eher verborgen blieb; Parkplätze waren lange Zeit nicht vorhanden. 
Ein Restaurant mit WC-Anlage, Duschen, Umkleidekabinen und eigene gemauerte WC-Anlagen, zuerst auf der Nordwestseite mit Umkleideräumen, später auf der Südostseite – in der durch Zaun und Sträucher abgetrennten FKK-Zone – ohne Umkleideräume folgten nach und nach. Die Stadtbetriebe Linz übernahmen den Betrieb, die Wiese wurde kultiviert, Mistkübel aufgestellt, auch Trinkwasserhähne. Indem Autoparkplätze schrittweise entlang der gesamten östlichen Hälfte des Sees nahe zu den Uferwiesen errichtet wurden, wurde zuletzt auch das lange Zeit ruhig gebliebene Südufer, nunmehr Teil des offiziellen FKK-Bereichs, lauter. Als Schallschutz wurden zwar zwischen den Parkplatzzeilen und dem Rand der Wiesenfläche etwa halbmeterhohe Schotterriegel aufgeschüttet. Wirksamer wäre es vielleicht gewesen, die Aufschließungsstraße zu den Kfz-Parkplätzen nicht an den seenahen Rand des Parkplatzgürtels, sondern durchgängig seefern zu legen. 
Radfahrer und Fußgänger schufen sich per Steilabfahrt vom Damm einen Weg über die Dammböschung hinunter zum Restaurant; auch ein Schranken zu einem Asphaltweg südlich des Restaurants wurde von Radlern so zahlreich umfahren, dass sich hier eine Wegfurche bildete. Um das Jahr 1988 – nach Zunahme des Radtourismus entlang der Donau – wurde die Campiermöglichkeit mit Zelt auf einer eingezäunten Wiese samt Dusche und WC im Gebäude des Restaurants geschaffen.